# Turn Up the Quiet
Turn Up the Quiet è il tredicesimo album in studio della cantante canadese Diana Krall, pubblicato nel 2017 ed è una raccolta di 11 celebri standard di musica jazz.

## Tracce
1. Like Someone in Love – 3:16 (Johnny Burke, James Van Heusen)
2. Isn't It Romantic – 4:28 (Lorenz Hart, Richard Rodgers)
3. L-O-V-E – 4:21 (Milt Gabler, Bert Kaempfert)
4. Night and Day – 4:38 (Cole Porter)
5. I'm Confessin' (That I Love You) – 3:24 (Ralph Edward Daugherty, Al J. Neiburg, Ellis Reynolds)
6. Moonglow – 5:15 (Edgar Delange, Will Hudson, Irving Mills)
7. Blue Skies – 4:38 (Irving Berlin)
8. Sway – 6:12 (Norman Gimbel, Luis Demetrio, Traconis Molina, Pablo Rosas Rodriguez)
9. No Moon at All – 4:06 (Redd Evans, David Mann)
10. Dream – 4:04 (Johnny Mercer)
11. I'll See You in My Dreams – 3:53 (Isham Jones, Gus Kahn)